# 七つちがい (テレビドラマ)
『七つちがい』（ななつちがい）は、1971年9月25日から同年12月25日まで、日本テレビ系列の『土曜グランド劇場』の枠で放送されたテレビドラマ。全14話。

## 概要・内容
若尾文子と布施明が7歳違いの夫婦役で、若尾が姉さん女房を演じた。
23歳の小川幸助は東京・浜町の天ぷら屋「おがわ」の跡取り息子だが、家業を継ぐのを嫌って家を出て、インテリアデザイナーになるべくその卵として働いていた。そんなある時、幸助は、夫が亡くなり独り身となって途方に暮れていた30歳のひで子と知り合い、やがて7歳の年の差も母・糸の反対も乗り越えて2人は結婚した。糸も小姑の良子も天ぷら屋板前のヤスもひで子に好感は持っていなかった中、ひで子は小川家に入ることに。ある日、店を切り盛りしていた糸は持病の神経痛がひどくなったことから店から身を退き、代わってひで子が店頭に立つことになった。

## キャスト
- 小川ひで子：若尾文子
- 小川幸助：布施明
- 小川糸：賀原夏子
- 小川良子：四方正美 - 糸の娘
- 八条：杉浦直樹 - ひで子の亡き夫の友人
- 高畑：井川比佐志
- 板前・ヤス：山田吾一
- 藤井悦子：馬渕晴子 - 糸の娘（旧姓・小川）
- サブ：岡本信人
- 十朱久雄
- 三代目三遊亭圓右

ゲスト
- 武：垂水悟郎（第7話） - ひで子の亡き夫の兄
- 大西：美川陽一郎（第8話）
- 藤井：滝田裕介（第12話）- 悦子の夫
- マユミ：大信田礼子（第13話）- スナックの女
- とめ：飯田蝶子（第13話）- 糸の義理の姉

## スタッフ
- プロデューサー：早川恒夫
- 脚本：向田邦子、安倍徹郎
- 演出：高井牧人、小杉義夫、祖父江信太郎
- 制作：日本テレビ

## 放映リスト
| 話数 | 放送日         | サブタイトル           | 脚本     | 演出         |
| ---- | -------------- | ---------------------- | -------- | ------------ |
| 1    | 1971年9月25日  | （サブタイトル無し）   | 向田邦子 |              |
| 2    | 1971年10月2日  | （〃）                 | 向田邦子 |              |
| 3    | 1971年10月9日  | （〃）                 | 安倍徹郎 | 高井牧人     |
| 4    | 1971年10月16日 | （〃）                 | 安倍徹郎 | 高井牧人     |
| 5    | 1971年10月23日 | 嫁が病気するとき       | 向田邦子 | 小杉義夫     |
| 6    | 1971年10月30日 | 待ってた! 赤ちゃん     | 向田邦子 | 高井牧人     |
| 7    | 1971年11月6日  | 昼下がりの墓参り       | 安倍徹郎 | 祖父江信太郎 |
| 8    | 1971年11月13日 | 嫁が貸した三万円       | 安倍徹郎 |              |
| 9    | 1971年11月20日 | 男の人生変り揚げ       | 向田邦子 |              |
| 10   | 1971年11月27日 | 天ぷらと鯛焼           | 安倍徹郎 | 祖父江信太郎 |
| 11   | 1971年12月4日  | しごかれた若夫婦       | 向田邦子 |              |
| 12   | 1971年12月11日 | 夫婦げんかはしたけれど | 安倍徹郎 | 高井牧人     |
| 13   | 1971年12月18日 | 愛があるなら…          | 向田邦子 |              |
| 14   | 1971年12月25日 | おかみ誕生             | 向田邦子 |              |